# Гимн Украины
Гимн Украи́ны (укр. Гімн України) — один из главных государственных символов Украины, наряду с флагом и гербом.
Композиция «Ще не вмерла України і слава, і воля» (с укр. — «Ещё не погибла Украины и слава и воля»), в редакции, утверждённой 6 марта 2003 года Верховной Радой Украины, является государственным гимном Украины. Слова — Павла Чубинского, 1862. Музыка — Михаила Вербицкого, 1863.

## История создания

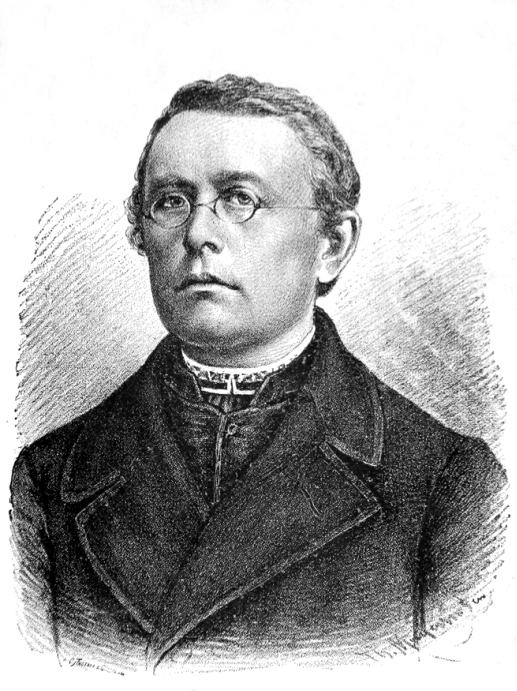
Михаил Вербицкий, автор музыки гимна

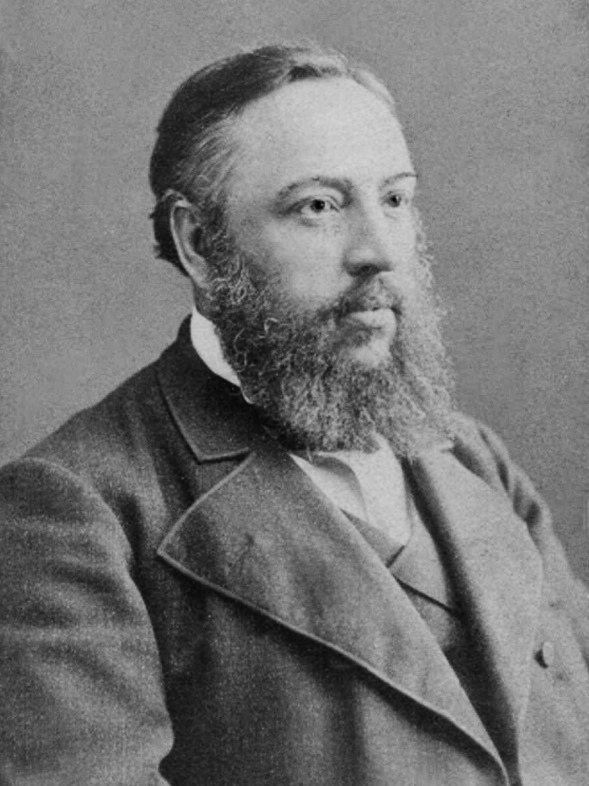
Павел Чубинский, автор текста гимна

Осенью 1862 года украинский этнограф, фольклорист и поэт Павел Чубинский написал стихотворение «Ще не вмерла Україна», ставшее впоследствии национальным, а затем и государственным гимном Украины.
Впервые стихотворение Чубинского было опубликовано во львовском журнале «Мета» (с укр. — «Цель»), № 4 за 1863 год. Став популярным на Западной Украине, патриотическое стихотворение не прошло мимо внимания и религиозных деятелей того времени. Один из них, известный композитор своего времени и священник Михаил Вербицкий, вдохновлённый этим стихотворением, написал музыку к стихам и впервые сам исполнил композицию в зале духовной семинарии в городе Перемышле. Впервые напечатанная в 1863 году, а с нотами — в 1865 году, композиция «Ще не вмерла Україна» стала использоваться в качестве государственного гимна Украины в 1917 году.
Л. Белецкий, который знал Чубинского с юношеских лет, рассказал об истории создания песни в своих воспоминаниях, опубликованных в журнале «Украинская жизнь» в 1914 году: «В печати мне встречалось указание, что песня „Ще не вмерла Україна“ — народная. Я могу засвидетельствовать, что это ошибочное мнение: она действительно сочинена Павлом Платоновичем при следующих обстоятельствах. На одной из вечеринок Киевской громады с сербами в том доме, где квартировал и Павел Платонович, пели хоровую сербскую песню, содержание которой не помню, но в ней были слова… „Серце біе и крев ліе за свою слободу“ („Сердце бьётся и кровь льётся за свою свободу“). Чубинскому очень понравилась эта песня. Он вдруг исчез, а спустя некоторое время вышел из своей комнаты с написанной им песней „Ще не вмерла Україна“ на мотив сербской песни. Тут же под руководством Павла Платоновича хор разучил эту новую песню при общем воодушевлении, и она пошла в ход. Таким образом, эту песню Павел Платонович сочинил экспромтом».
Распространение этого стихотворения среди украинофильских кружков, только что объединённых в «Громаду», произошло мгновенно. Однако уже 20 октября того же года шеф жандармов князь В. А. Долгоруков даёт распоряжение выслать Чубинского «за вредное влияние на умы простолюдинов» на проживание в Архангельскую губернию под присмотр полиции.
На начальную строку стиха значительно повлиял польский гимн «Марш Домбровского» (Jeszcze Polska nie zginęła). В то время он был популярен среди народов, которые боролись за независимость. На мотив «Марша Домбровского» словацкий поэт Само Томашек сочинил песню «Гей, славяне», ставшую впоследствии гимном Югославии.
В 1917—1920 годах «Ще не вмерла Україна» как единый государственный гимн законодательно не был утверждён, использовались и другие гимны.
В 1939 году именно «Ще не вмерла Україна» был утверждён гимном Карпатской Украины.
Когда было решено создавать гимны республик Советском Союзе, «Ще не вмерла Україна», очевидно, не могла быть рассмотрена в качестве гимна Украинской ССР. Текст гимна УССР написал в 1949 году известный украинский поэт Павло Тычина, композитор Антон Дмитриевич Лебединец создал музыку для него. Из-за упоминания во втором куплете Сталина долгое время исполнялся без слов, пока в 1978 году Мыкола Бажан (Тычины уже не было в живых) не отредактировал текст. Гимн использовался вплоть до 1991 года.
15 января 1992 года музыкальная редакция государственного гимна была утверждена Верховной Радой Украины, что нашло своё отражение в Конституции Украины. Однако только 6 марта 2003 года Верховная Рада приняла закон «О государственном гимне Украины», предложенный президентом Леонидом Кучмой. Законопроектом предлагалось утвердить как государственный гимн музыку Михаила Вербицкого со словами только первого куплета и припева песни Павла Чубинского «Ще не вмерла Україна». В то же время первая строфа гимна, по предложению президента, звучала «Ще не вмерли України ні слава, ні воля». Первоначально в тексте гимна были слова «Згинуть наші вороженьки», однако при принятии Конституции буква «о» была заменена буквой «і», и в результате предложение звучит как «Згинуть наші воріженьки». Этот закон поддержало 334 народных депутата, против 46 из 433 зарегистрировавшихся для голосования. Не участвовали в голосовании фракции Соцпартии и Компартии. С принятием этого закона Статья 20 Конституции Украины приобрела завершённый вид. Национальный гимн на музыку Вербицкого получил слова, утверждённые законом.

Гимн Украины приобрёл значительную популярность в ходе массовых протестов, например Оранжевой революции и Евромайдана. Композитор Валентин Сильвестров, участвовавший на протестах в Киеве, так охарактеризовал гимна Украины:
Гимн Украины — потрясающий. Поначалу он совсем не впечатляет, но это только на первый взгляд. Действительно, этот гимн создал Михаил Вербицкий — церковный композитор середины XIX века. Он жил при австрийской монархии, видимо, любил Шуберта; у него был благозвучный дар — это видно по его литургическим сочинениям. Он был церковным композитором. И эту патриотическую песню он тоже создал как церковный композитор. Это пение – Аллилуйя, распев (напевает). У гимнах нигде такого нет! Это уникальное произведение: гимн Украины, который в то же время обладает всеми характерными чертами начала литургии. В этом гимне утонуло какое-то воспоминание о литургии, о всенощном бдении. Кажется, в этом простом напеве дует ветер, словно поют ветви деревьев.
Несмотря на это, гимн стал для протестующих революционной песней. В первые недели протестов раз в час пели государственный гимн под руководством певицы Русланы. В журнале World Affairs Надя Дюк утверждает, что государственный гимн использовался как «громкий призыв к революции» во время Евромайдана, что придавало протестам вес, которого не хватало предыдущим, таким как Оранжевая революция. В опросе 2014 года, после вопроса «Как изменилось ваше отношение к следующему за последний год?», Киевский международный институт социологии обнаружил, что отношение к государственному гимну Украины «значительно улучшилось» у 25,3% украинцев.
После вторжения России в Украину в феврале 2022 года многие оркестры Европы и Северной Америки исполнили гимн на спортивных мероприятиях в знак солидарности с Украиной и её народом.

## Текст гимна
Национальный гимн напоминает украинцам об их борьбе за национальное самосознание и независимость. Был исполнен как государственный гимн на инаугурации первого президента Украины Леонида Кравчука 5 декабря 1991 года, а ещё 15 января 1992 года музыкальную редакцию М. Скорика и Е. Станковича (для хора и фортепиано) государственного гимна утвердила Верховная Рада Украины[11], что нашло свое отражение в Конституции Украины, которая определила музыку Вербицкого совершил Александр Морозов[12], для государственного гимна 28 июня 1996 года:
Гимн Украины – государственный гимн на музыку М. Вербицкого, слова которого утверждены законом, принятым не менее чем двумя третями конституционного состава Верховной Рады Украины.

— Статья 20 Конституции Украины
Утверждён в качестве гимна Верховной Радой Украины 6 марта 2003 года.
«О государственном гимне Украины»

Статья 1. Государственным гимном Украины определила музыку М. Вербицкого со словами первого куплета и припева произведения П. Чубинского в редакции:Ещё не умерла Украины ни слава, ни воля,

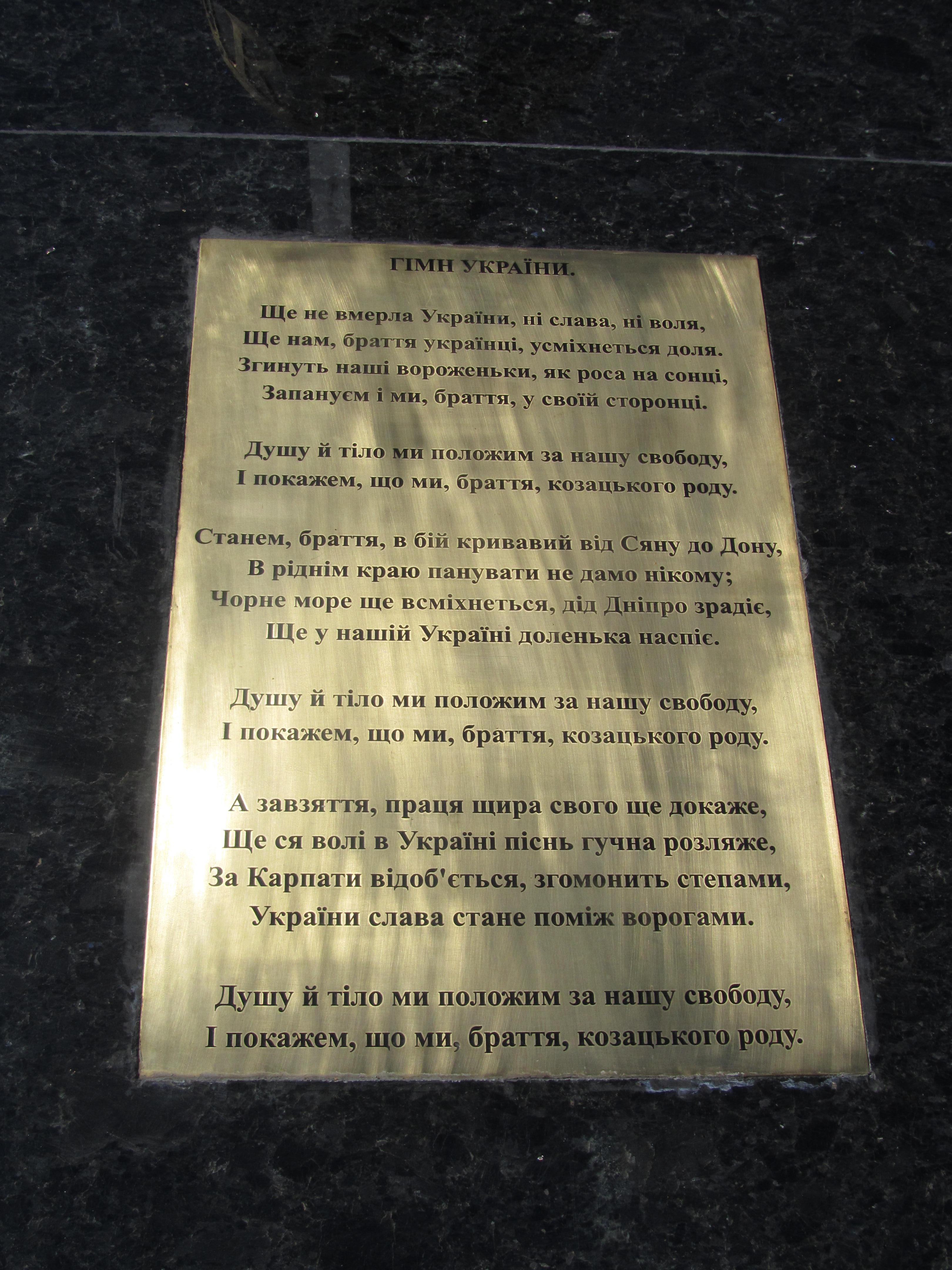
Текста гимна на постаменте государственного флага Украины, установленного в Змиёве в честь 20-й годовщины Независимости

Ещё нам, братья-молодцы, улыбнётся судьба.

Сгинут наши враги, как роса на солнце.

Запануем, братья, и мы в своей сторонке.

 Душу, тело мы положим за свою свободу,

 И покажем, что мы братья козацкого роду.
Статья 2. Установить, что торжественные мероприятия общегосударственного значения начинаются и заканчиваются исполнением Государственного гимна Украины.
Музыкальное исполнение Государственного гимна осуществляется во время проведения официальных государственных церемоний и других мероприятий.
Статья 3. Надругательство над Государственным Гимном Украины влечет ответственность, предусмотренную законом.
Статья 4. Этот Закон вступает в силу дня опубликования.
Президент Украины Л. КУЧМА: г. Киев
6 марта 2003 года

№602-IV

### Официальная редакция
| Текст на украинском языкеЩе не вмерла України і слава, і воля, Ще нам, браття молодії, усміхнеться доля. Згинуть наші воріженьки, як роса на сонці. Запануєм і ми, браття, у своїй сторонці. Душу й тіло ми положим за нашу свободу, І покажем, що ми, браття, козацького роду. | Перевод на русский языкЕщё не погибла Украины и слава и воля, Ещё нам, братья молодые, улыбнётся судьба. Сгинут наши враги, как роса на солнце. Запануем и мы, братья, в своей стороне. Душу, тело мы положим за нашу свободу И покажем, что мы, братья, козацкого роду. |

### Популярная (полная) версия
В неофициальной обстановке многие украинцы предпочитают исполнять гимн в такой форме (курсивом выделены расхождения с официальным текстом):

| Текст на украинском языкеЩе не вмерла України ні слава, ні воля, Ще нам, браття-українці, усміхнеться доля. Згинуть наші вороженьки, як роса на сонці, Запануєм і ми, браття, у своїй сторонці.Приспів: Душу й тіло ми положим за нашу свободу, І покажем, що ми, браття, козацького роду.Станем, браття, в бій кривавий, від Сяну до Дону, В ріднім краю панувати не дамо нікому. Чорне море ще всміхнеться, дід Дніпро зрадіє, Ще на нашій Україні доленька наспіє. Приспів.А завзяття, праця щира свого ще докаже, Ще ся волі в Україні піснь гучна розляже. За Карпати відіб’ється, згомонить степами, України слава стане поміж народами. Приспів. | Перевод на русский язык Ещё не погибла Украины ни слава, ни воля, Ещё нам, братья-украинцы, улыбнётся судьба. Сгинут наши враги, как роса на солнце. Запануем и мы, братья, в своей стороне.Припев: Душу, тело мы положим за нашу свободу И покажем, что мы, братья, козацкого роду.Станем, братья, в бой кровавый, от Сана до Дона, В родном краю властвовать не дадим никому. Чёрное море ещё улыбнётся, дед Днепр обрадуется, Ещё на нашей Украине счастливая судьба вызреет. Припев.А рвение, труд искренний своё ещё докажет, Ещё свободы в Украине песня громкая разнесётся. За Карпатами отразится, зашумит степями, Украины слава встанет среди народов. Припев. |

### Первоначальный текст Чубинского
Публикация стихотворения во львовском журнале «Мета» (с укр. — «Цель»), 1863, № 4 (современная орфография):

| Текст на украинском языкеЩе не вмерла Україна, і слава, і воля! Ще нам, браття-молодці, усміхнеться доля! Згинуть наші вороги, як роса на сонці; Запануєм, браття, й ми у своїй сторонці.Приспів: Душу, тіло ми положим за свою свободу І покажем, що ми браття козацького роду. Гей-гей, браття миле, нумо братися за діло! Гей-гей, пора встати, пора волю добувати!Наливайко, Залізняк і Тарас Трясило Кличуть нас із-за могил на святеє діло. Ізгадаймо славну смерть лицарства-козацтва, Щоб не втратить марне нам своєго юнацтва. Приспів.Ой Богдане, Богдане, славний наш гетьмане! Нащо віддав Україну москалям поганим?! Щоб вернути її честь, ляжем головами, Назовемся України вірними синами! Приспів.Наші браття слав’яне вже за зброю взялись; Не діжде ніхто, щоб ми позаду зістались. Поєднаймось разом всі, братчики-слав’яне: Нехай гинуть вороги, хай воля настане! Приспів. | Перевод на русский языкЕщё не погибла Украина, и слава, и воля! Ещё нам, братья-молодцы, улыбнётся судьба! Сгинут наши враги, как роса на солнце; Запануем, братья, и мы в своей стороне.Припев: Душу, тело мы положим за свою свободу И покажем, что мы братья козацкого роду. Гей-гей, братцы милые, давайте браться за дело! Гей-гей, пора встать, пора свободу добывать!Наливайко, Зализняк и Тарас Трясило Зовут нас из могил на святое дело. Вспомним же славную смерть рыцарства-козачества, Чтоб не потерять зря нам своего юношества. Припев.Ой, Богдан, Богдан, славный наш гетман! Зачем отдал Украину москалям поганым?! Чтоб вернуть её честь, ляжем головами, Назовёмся Украины верными сынами! Припев.Наши братья-славяне уже за оружие взялись; Не дождётся никто, чтоб мы позади остались. Объединимся же вместе все, братушки-славяне: Пусть гибнут враги, пусть свобода наступит! Припев. |

## Похожие песни других славянских народов
- Гимн Польши «Мазурка Домбровского»
- Гимн Иллирийского движения за возрождение Хорватии Još Hrvatska ni propala[10]